# Stanislav Emeljanov
Stanislav Valerjevitj Emeljanov (ryska: Станислав Валерьевич Емельянов), född 23 oktober 1990 i Saransk, är en rysk friidrottare (gångare).